# Norman Cleaveland
Norman Cleaveland   (Oakland, 4 d'abril de 1901 - Santa Fe, 8 de juny de 1997) va ser un jugador de rugbi a 15 estatunidenc que va competir durant la dècada de 1920.
Nascut a Califòrnia, passà bona part de la seva joventut a Nou Mèxic. Estudià a la Universitat Stanford, on es graduà el 1924 en enginyeria de mines. Va treballar durant 22 anys a Malàisia en una explotació minera.
El 1924 va ser seleccionat per jugar amb la selecció dels Estats Units de rugbi a 15 que va prendre part en els Jocs Olímpics de París, on guanyà la medalla d'or.